# Synopeas pallescens
Synopeas pallescens är en stekelart som beskrevs av Peter Neerup Buhl 1997. Synopeas pallescens ingår i släktet Synopeas och familjen gallmyggesteklar. Inga underarter finns listade i Catalogue of Life.